# Dan ljubezni (album, 1999)
Dan ljubezni je kompilacijski album skupine Pepel in kri. Skladbe z albuma so bile posnete v Studiu 14 RTV Slovenija, Studiu Akademik in Studiu Metro. Album je bil izdan leta 1999 pri založbi ZKP RTV Slovenija.
Na dnu ovitka je napisano sporočilo Tadeja Hrušovarja: "Posebna zahvala: Deču in Nadi Žgur, Petru Ugrinu, Janezu Goršiču, Ivu Umeku in vsem ostalim, ki so kakorkoli prispevali k uspehom skupine Pepel in kri. Tadej."

## Seznam skladb
| Št. | Naslov                                                              | Dolžina |
| --- | ------------------------------------------------------------------- | ------- |
| 1.  | „Dan ljubezni‟ (T. Hrušovar/D. Velkaverh/D. Žgur)                   | 3:35    |
| 2.  | „Pesem za dinar‟ (T. Hrušovar/D. Velkaverh/D. Žgur)                 | 3:28    |
| 3.  | „Dekle iz Zlate ladjice‟ (T. Hrušovar/D. Velkaverh/D. Žgur)         | 4:07    |
| 4.  | „Po bitki so generali vsi‟ (T. Hrušovar/D. Velkaverh/D. Žgur)       | 2:51    |
| 5.  | „Kdo‟ (T. Hrušovar/D. Velkaverh/J. Privšek)                         | 2:43    |
| 6.  | „Pridi v svet ljubezni‟ (T. Hrušovar/D. Velkaverh/D. Žgur)          | 3:00    |
| 7.  | „Enakonočje‟ (T. Hrušovar/D. Velkaverh/D. Žgur)                     | 4:16    |
| 8.  | „Naj bo baby‟ (T. Hrušovar/D. Velkaverh/D. Žgur)                    | 3:32    |
| 9.  | „Evropa '92‟ (T. Cutugno/D. Velkaverh/M. Žvelc)                     | 3:02    |
| 10. | „Chanson d'amour‟ (W. Shanklin/D. Velkaverh/J. Golob)               | 2:42    |
| 11. | „Ljudje pomladi‟ (T. Hrušovar/D. Velkaverh/D. Žgur)                 | 3:22    |
| 12. | „Ljubljanski grad‟ (T. Hrušovar/D. Velkaverh/D. Žgur)               | 3:17    |
| 13. | „Kot nekdo, ki imel me bo rad‟ (N. Kipner/D. Velkaverh/T. Hrušovar) | 3:54    |
| 14. | „Sonce pomladi‟ (T. Hrušovar/D. Velkaverh/J. Privšek)               | 4:31    |
| 15. | „Svet se vrti‟ (T. Hrušovar/B. Šömen/D. Žgur)                       | 3:35    |
| 16. | „V meni živ je smeh‟ (T. Hrušovar/D. Levski/D. Žgur)                | 3:25    |
| 17. | „Jeanette‟ (T. Hrušovar/D. Velkaverh/D. Žgur)                       | 3:35    |
| 18. | „Samo tvoje ime znam‟ (T. Hrušovar/D. Velkaverh/D. Žgur)            | 3:53    |
| 19. | „Giovanna‟ (T. Hrušovar/Ž. Mamula/S. Kalogjera)                     | 3:06    |
| 20. | „Voda na moj mlin‟ (T. Hrušovar/D. Velkaverh/S. Avsenik jr.)        | 2:57    |
| 21. | „Čuj, deklica‟ (F. D. Ballard/Inconnu/V. Sfiligoj)                  | 2:29    |

## Pri snemanjih so sodelovali
- Plesni orkester RTV Ljubljana
- Zabavni orkester RTV Ljubljana
- Jože Privšek – dirigent
- Mario Rijavec – dirigent